# Japan Cup 2024
De Japanse wielerwedstrijd Japan Cup (wegens geografische redenen ook wel bekend als Utsunomiya Japan Cup Road Race) kende een 31e editie op 20 oktober 2024 en gold als een-na-laatste wedstrijd van de van dat jaar.

## Verloop
Titelverdediger Rui Costa was deze editie afwezig. Het parcours bestond uit dertien rondes van iets meer dan tien kilometer. Vijf renners reden in de finale op kop van de koers; dit waren Matej Mohorič, Neilson Powless, Mauri Vansevenant, Ilan Van Wilder en Michael Woods. In de sprint om de zege bleek Powless de sterkste van het vijftal. De Amerikaan won de Japan Cup ook in 2022. Deze editie werd hij op het podium bijgestaan door Van Wilder en Mohorič. Er was geen Nederlander die aan deze wedstrijd deelnam.

## Uitslag
| Plaats  | Naam              | Ploeg                 | tijd     |
| ------- | ----------------- | --------------------- | -------- |
| Winnaar | Neilson Powless   | EF Education-EasyPost | 3u33'30" |
| 2       | Ilan Van Wilder   | Soudal Quick-Step     | z.t.     |
| 3       | Matej Mohorič     | Bahrain-Victorious    | z.t.     |
| 4       | Michael Woods     | Israel-Premier Tech   | z.t.     |
| 5       | Mauri Vansevenant | Soudal Quick-Step     | + 5"     |
| 6       | Julien Bernard    | Lidl-Trek             | + 4'16"  |
| 7       | Axel Zingle       | Cofidis               | + 4'26"  |
| 8       | Toms Skujiņš      | Lidl-Trek             | + 4'35"  |
| 9       | Lukas Nerurkar    | EF Education-EasyPost | z.t.     |
| 10      | Edoardo Zambanini | Bahrain-Victorious    | z.t.     |

1992 · 
1993 · 
1994 · 
1995 · 
1996 · 
1997 · 
1998 · 
1999 · 
2000 · 
2001 · 
2002 · 
2003 · 
2004 · 
2005 · 
2006 · 
2007 · 
2008 · 
2009 · 
2010 · 
2011 · 
2012 · 
2013 · 
2014 · 
2015 · 
2016 ·
2017 ·
2018 ·
2019 ·
2020 ·
2021 ·
2022 ·
2023 ·
2024
Ronde van Valencia ·
Figueira Champions Classic ·
Ronde van Oman ·
Clásica de Almería ·
Ronde van de Algarve ·
Ruta del Sol ·
Ardèche Classic ·
Drôme Classic ·
Kuurne-Brussel-Kuurne ·
Trofeo Laigueglia ·
Nokere Koerse ·
Milaan-Turijn ·
GP Denain ·
Bredene Koksijde Classic ·
Grote Prijs Miguel Indurain ·
Scheldeprijs ·
Brabantse Pijl ·
Ronde van de Alpen ·
Ronde van Turkije ·
Grote Prijs van Plumelec ·
Tro Bro Léon ·
Ronde van Hongarije ·
Vierdaagse van Duinkerke ·
Boucles de la Mayenne ·
Ronde van Noorwegen ·
Circuit Franco-Belge ·
Brussels Cycling Classic ·
Dwars door het Hageland ·
Ronde van België ·
Ronde van Slovenië ·
Ronde van het Qinghaimeer ·
Ronde van Wallonië ·
Arctic Race of Norway ·
Ronde van Burgos ·
Ronde van Denemarken ·
Ronde van Duitsland ·
Maryland Cycling Classic ·
Ronde van Groot-Brittannië ·
Grote Prijs van Fourmies ·
GP Industria & Artigianato-Larciano ·
Coppa Sabatini ·
Grote Prijs van Wallonië ·
Ronde van Luxemburg ·
Super 8 Classic ·
Ronde van Langkawi ·
Ronde van het Münsterland ·
Ronde van Emilia ·
Parijs-Tours ·
Coppa Bernocchi ·
Ronde van de Drie Valleien ·
Ronde van Piemonte ·
Ronde van het Taihu-meer ·
Ronde van Veneto ·
Japan Cup ·
Veneto Classic